# Oceania Rugby
Federation of Oceania Rugby Unions – międzynarodowa organizacja zrzeszająca krajowe związki sportowe w rugby union z Australii i Oceanii, jedna z sześciu regionalnych federacji stowarzyszonych z IRB, odpowiedzialna za organizację rozgrywek międzynarodowych w tej części świata.

## Członkowie
| Państwo                       | Związek                                        |
| Pełni członkowie IRB          | Pełni członkowie IRB                           |
| ----------------------------- | ---------------------------------------------- |
| Australia                     | Australijski Związek Rugby                     |
| Samoa Amerykańskie            | American Samoa Rugby Union                     |
| Wyspy Cooka                   | Cook Islands Rugby Union                       |
| Fidżi                         | Fiji Rugby Union                               |
| Nowa Zelandia                 | Nowozelandzki Związek Rugby                    |
| Niue                          | Niue Rugby Union                               |
| Papua-Nowa Gwinea             | Papua New Guinea Rugby Union                   |
| Samoa                         | Samoa Rugby Union                              |
| Wyspy Salomona                | Solomon Islands Rugby Union Federation         |
| Polinezja Francuska           | Fédération Tahitienne de Rugby                 |
| Tonga                         | Tonga Rugby Union                              |
| Vanuatu                       | Vanuatu Rugby Football Union                   |
| Pełni członkowie FORU         |                                                |
| Nowa Kaledonia                | Comité Régional de Rugby de Nouvelle-Calédonie |
| Tuvalu                        | Tuvalu Rugby Union                             |
| Członkowie stowarzyszeni FORU |                                                |
| Wallis i Futuna               | Comite Territorial de Rugby Wallis et Futuna   |

## Organizowane rozgrywki
- Puchar Narodów Pacyfiku
- Pacific Rugby Cup
- Oceania Cup
- Mistrzostwa Oceanii U-19 w rugby union mężczyzn
- Mistrzostwa Oceanii w rugby 7 kobiet
- Mistrzostwa Oceanii w rugby 7 mężczyzn